# Dendrohypopterygium
Dendrohypopterygium là một chi rêu trong họ Hypopterygiaceae.